# Saleignes
Saleignes là một xã trong tỉnh Charente-Maritime trong vùng Nouvelle-Aquitaine, tây nam nước Pháp. Xã Saleignes nằm ở khu vực có độ cao từ 111-149 mét trên mực nước biển.